# Braine
Braine ist eine französische Gemeinde mit 2243 Einwohnern (Stand 1. Januar 2022) im Département Aisne in der Region Hauts-de-France; sie gehört zum Arrondissement Soissons und zum Kanton Fère-en-Tardenois.

## Geografie
Die Gemeinde Braine liegt an der Vesle, etwa 15 Kilometer östlich von Soissons und 37 Kilometer nordwestlich von Reims.

## Geschichte
Bis zu seinem Tod im Jahr 561 war Braine die Lieblingskönigspfalz des Frankenkönigs Chlothar I.
Eine Grafschaft Braine wurde im 11. Jahrhundert gegründet und später mit der Grafschaft Champagne vereinigt.

### Bevölkerungsentwicklung
| Jahr      | 1962 | 1968 | 1975 | 1982 | 1990 | 1999 | 2006 | 2012 | 2021 |
| Einwohner | 1600 | 1722 | 1943 | 1952 | 2090 | 2069 | 2099 | 2231 | 2237 |

## Sehenswürdigkeiten
- Abtei Saint-Yved aus dem 5. Jahrhundert, seit 1130 zu den Prämonstratensern gehörend und Nekropole der kapetingischen Grafen von Dreux, Monument historique[2]
- Kellergewölbe des ehemaligen Schlosses Le Bas (Château du Bas) aus dem 17. Jahrhundert[3]
- sogenanntes „Spanisches Haus“, ein Fachwerkhaus aus dem 15. Jahrhundert[4]
- Schloss La Roche
- französischer und dänischer Soldatenfriedhof

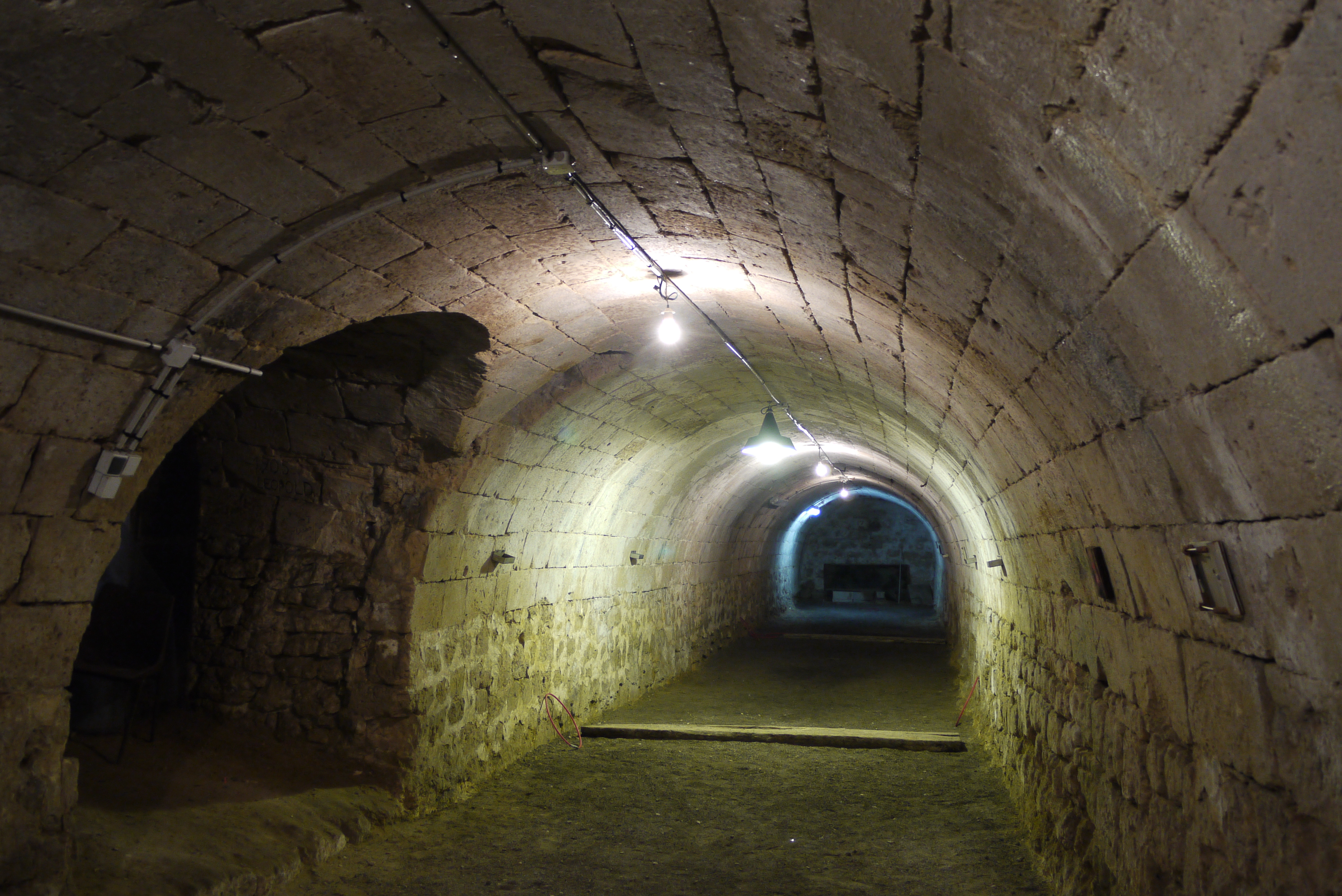
Kellergewölbe des ehemaligen Schlosses Le Bas
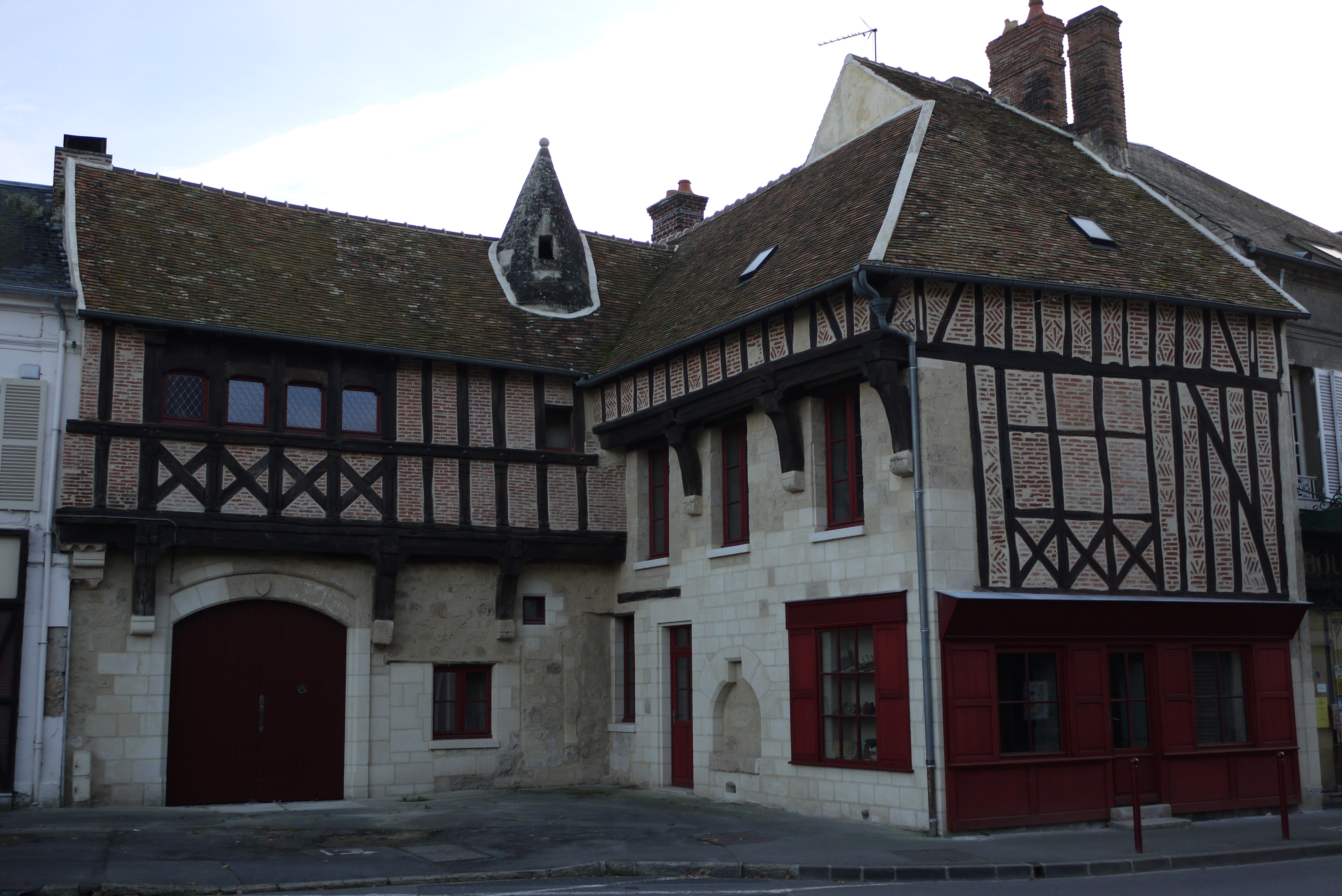
„Spanisches Haus“
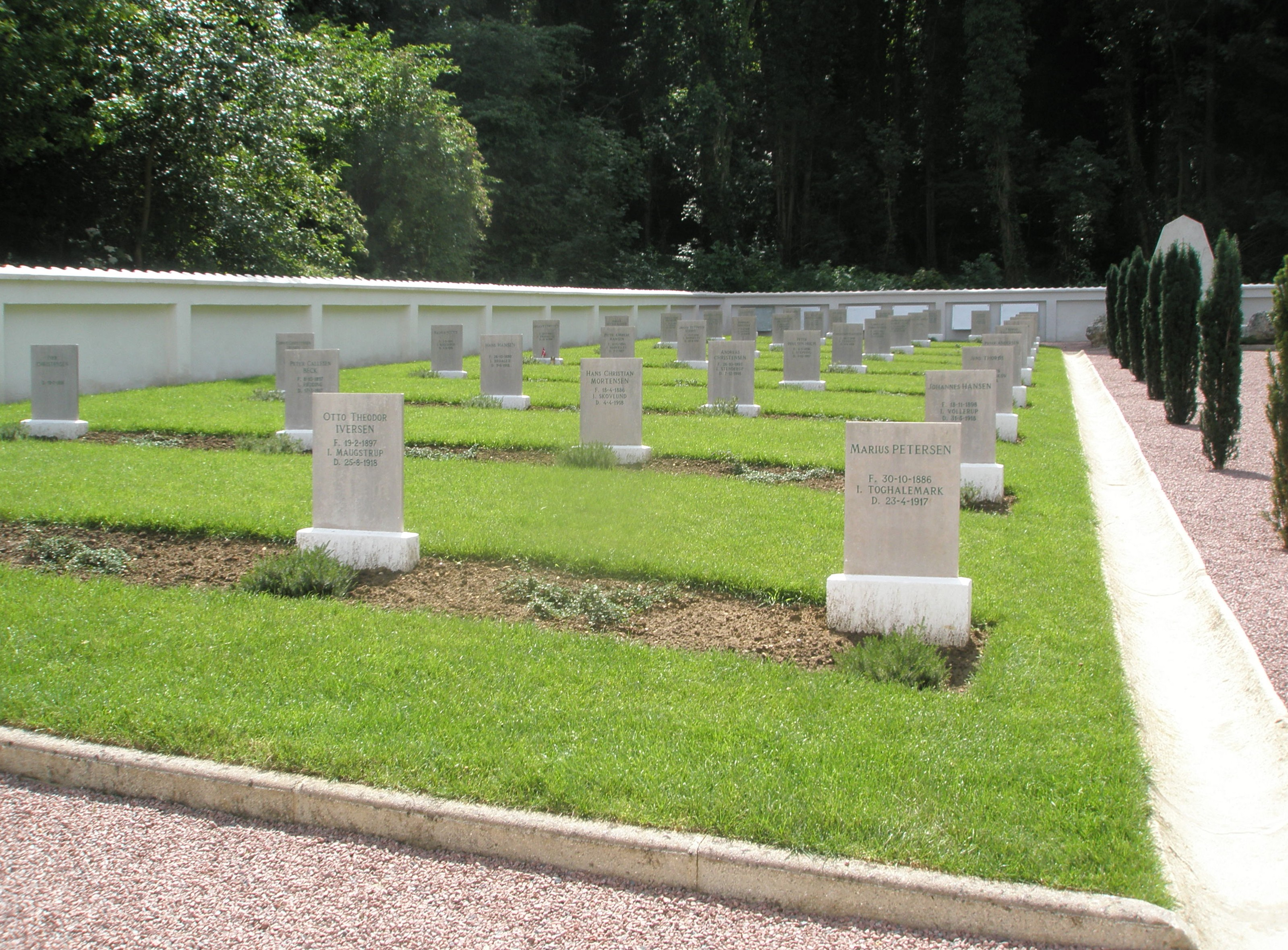
Dänischer Soldatenfriedhof

## Gemeindepartnerschaft
Braine pflegt seit 1956 eine Partnerschaft mit der dänischen Stadt Haderslev.